# Académie de Stanislas
L’Académie de Stanislas est une société savante fondée le 28 décembre 1750 par Stanislas Leszczynski, roi de Pologne, duc de Lorraine et de Bar, sous le nom de Société royale des sciences et belles-lettres de Nancy.
Elle siège dans l'ancien collège des Jésuites, bâtiment qui abrita l'université de Nancy jusqu'à sa suppression temporaire par la Convention en 1793, et qui accueille toujours la bibliothèque de Nancy.
Elle est reconnue d'utilité publique depuis le décret du 21 juin 1864.

## Histoire

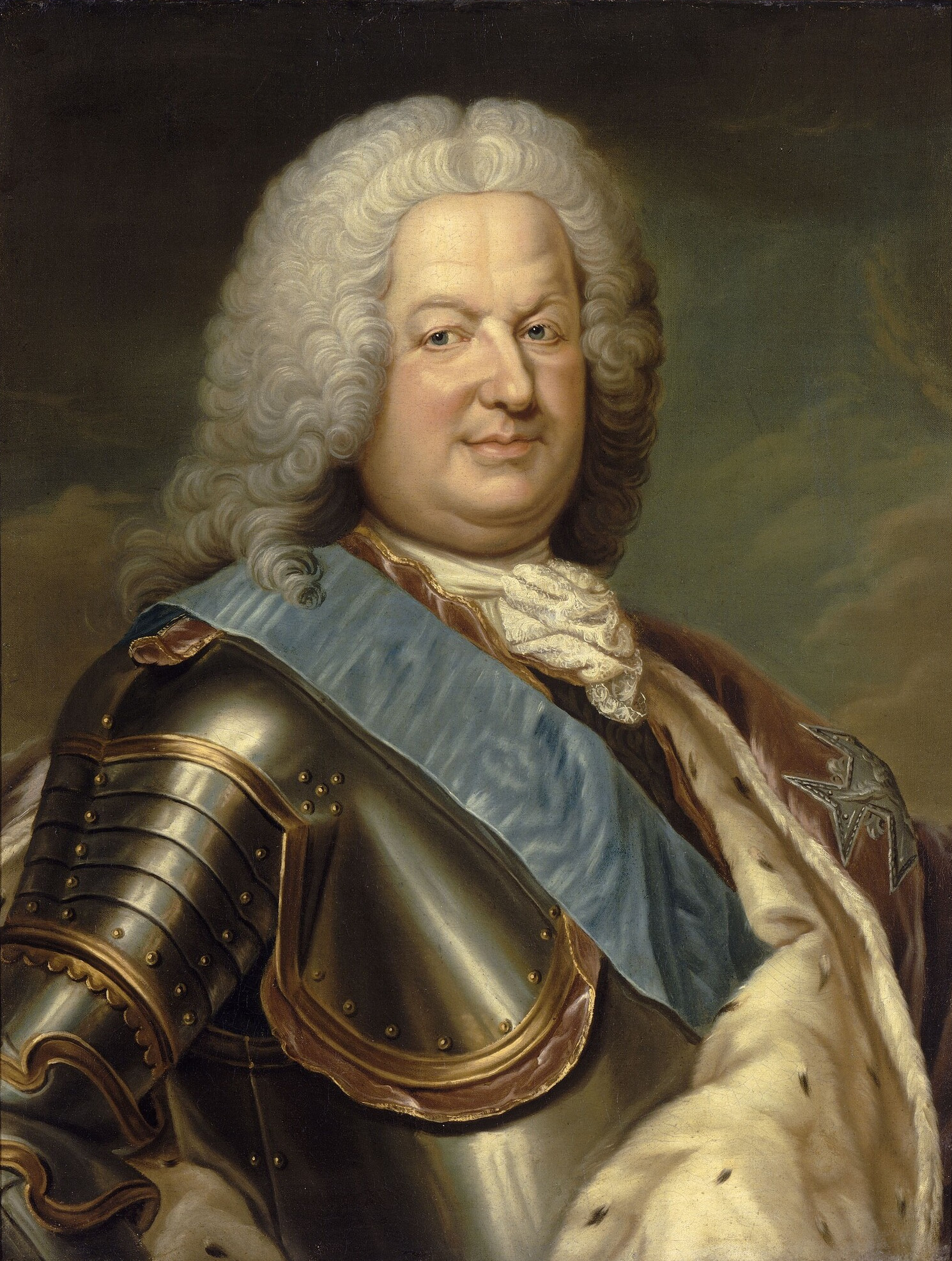
Stanislas Leszczynski, fondateur de l'Académie.

### La fondation
Stanislas Leszczynski, roi de Pologne en exil, beau-père de Louis XV, devenu duc de Lorraine en 1737, formait depuis longtemps le projet de créer une société savante réunissant les plus beaux esprits. Il parlait de cette idée déjà durant son séjour au château de Chambord (1725 - 1733). Les conditions furent enfin réunies vers 1750 et il mena son initiative à bien avec l'appui du comte de Tressan, membre de l'Académie royale des sciences en France et du chevalier de Solignac, son secrétaire. Son but principal était  de porter à leur plus haut niveau les sciences, les lettres et la culture dans une province durement éprouvée par les guerres du XVIIe siècle, mais qui devait profiter pleinement de la renaissance culturelle du Siècle des Lumières.
L’édit de fondation de l'Académie promulgué le 28 décembre 1750 créait simultanément une Bibliothèque publique, conçue comme un instrument pédagogique au service de la Société royale : le secrétaire perpétuel fut aussi bibliothécaire, recevant notamment les ouvrages soumis à l'examen des membres pour l'obtention des prix et mais aussi pour les mettre à disposition des autres. Ainsi, la collection constituée était destinée non seulement aux académiciens pour conduire des travaux et en débattre, mais aussi aux candidats pour se former et améliorer leurs productions grâce aux ouvrages à jour des dernières avancées scientifiques.
Les membres de l'Académie furent choisis pour leurs compétences et leur exemplarité dans le domaine artistique, littéraire ou scientifique, qui avaient pour rôle de choisir les ouvrages de la Bibliothèque. Parmi les premiers figuraient des littérateurs prestigieux, comme Montesquieu, Fontenelle ou Buffon, avec le titre de membres étrangers (c'est-à-dire non lorrains), mais aussi de scientifiques comme La Condamine ou le physicien Réaumur.
L'inauguration de la bibliothèque a eu lieu le 8 mai 1751 et c'est à cette occasion qu'un orateur prononçant l'éloge de Stanislas le qualifia de « Bienfaisant ».

### Évolution ultérieure
Durant la Révolution française, la société est dissoute à la suite d'une mesure générale prise par la Convention le 14 août 1793. Néanmoins, les anciens académiciens restent en contact et, le 20 juillet 1802, obtiennent du préfet Marquis l'autorisation de se réunir à nouveau, sous le nom de Société libre des sciences, lettres et arts de Nancy.
À chaque changement de régime politique, elle doit modifier son nom : 
- Société impériale sous l'Empire ;
- Société royale sous la Restauration et la monarchie de Juillet ;
- Société des sciences, lettres et arts sous la Seconde République.

En 1852, elle prend le nom d’Académie de Stanislas, qui lui restera définitivement.
Bien que Nancy soit sous le feu des canons allemands à longue portée durant la Première Guerre mondiale, les académiciens restés dans la ville continuent leurs réunions.
En revanche, pendant la Seconde Guerre mondiale, ils ont considéré que l'académie ne pouvait pas se réunir librement et les séances ont été interrompues. Il a donc fallu reconstituer l'académie en 1945 et nommer de nouveaux membres.

## Prix et bourses
L'Académie de Stanislas délivre de nombreux prix chaque année lors de sa séance de janvier :
- prix artistique Henri-Galilée : attribué tous les deux ans à un artiste peintre lorrain ;
- prix Suzanne-Zivi : attribué à un jeune chercheur de l'Université de Lorraine ;
- prix du professeur Jean-Hartemann : attribué à une personne ou association œuvrant pour la santé de la mère et de l'enfant ;
- prix du doyen Jacques-Parisot : attribué pour des travaux prolongeant ceux du doyen Jacques Parisot dans le domaine social ;
- prix du professeur Paul-Louis-Drouet : attribué pour un ouvrage ou une thèse dans le domaine de la santé ;
- prix de dévouement Cadiot, Partouneau, Joly, Roty et prix du professeur Louyot : attribués à des personnes ayant fait preuve de dévouement ou de courage dans des actions sociales ;
- prix d'architecture : délivré en partenariat avec la Caisse d'épargne de Lorraine et Champagne-Ardenne à un élève de l'École nationale supérieure d'architecture de Nancy ;
- prix de la famille ;
- grand prix : délivré en partenariat avec la banque CIC Est à une personnalité, une institution ou une association ayant œuvré pour des Lorrains ou le renom de la Lorraine.

Elle délivre également plusieurs bourses artistiques.

## Membres

### Présidents
Les présidents de l'académie sont,, :

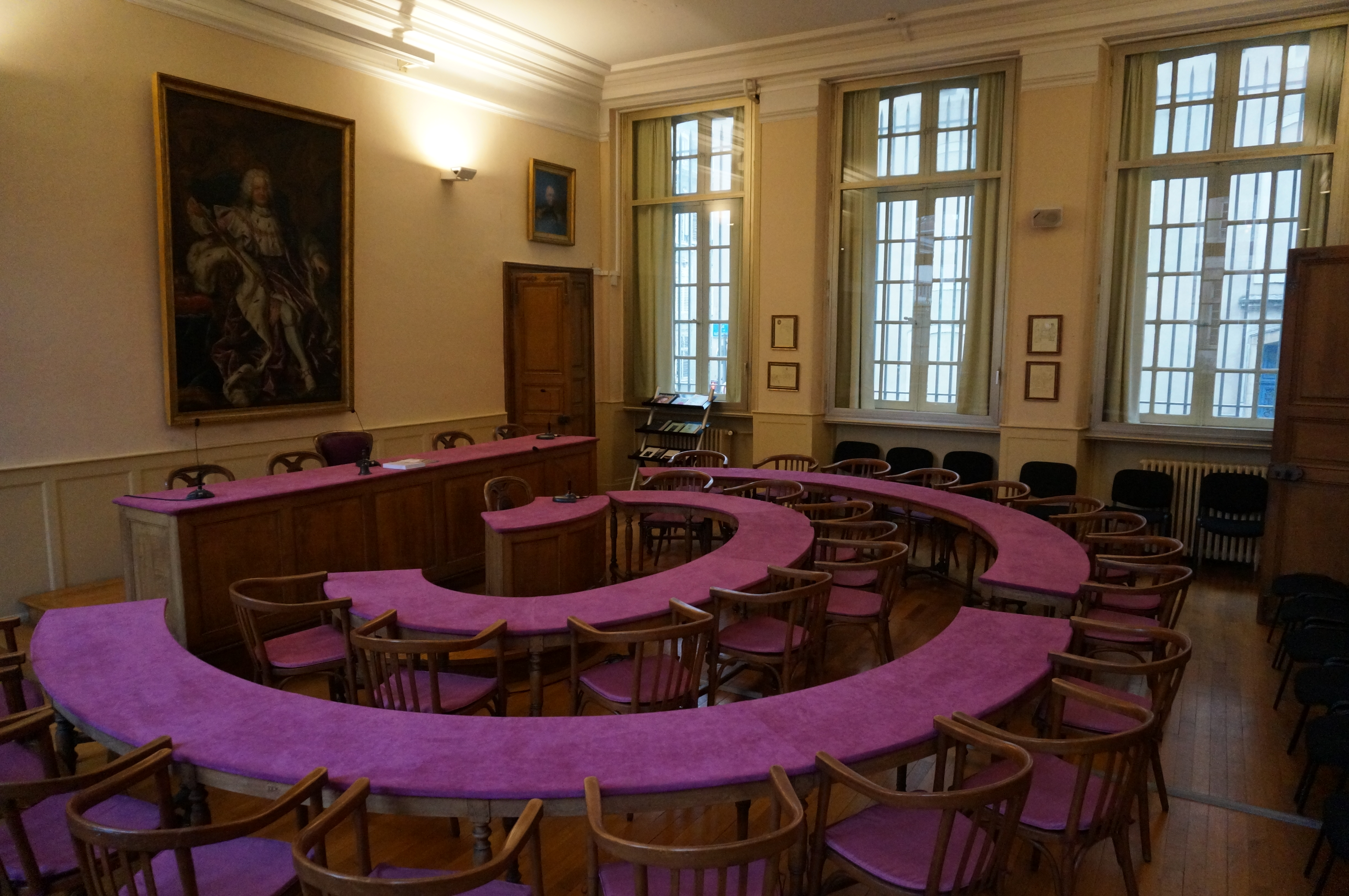
La salle des séances.

- Louis-Élisabeth de La Vergne de Tressan (1705-1783), 2d président en 1751 ;
- Hubert Vautrin (1742-1822) , président en 1808[8] ;
- Pierre-Aubin Paillart (1795-1869), président en 1855 et 1858 ;
- Jules Levallois (1788-1877), président en 1847[9] ;
- Edmond de Guerle (1829-1894), président en 1882[6] ;
- Charles de Meixmoron de Dombasle (1839-1912), président en 1900[10] ;
- Édouard Imbeaux (1861-1943), président en 1907[11] ;
- Jules Beaupré (1859-1921), président en 1921[12] ;
- René d'Avril (1875-1966), poète et journaliste, président en 1925 et en 1935 ;
- Edmond des Robert, président de la Société d'archéologie lorraine et du Musée lorrain, président en 1927 ;
- Charles Berlet, président en 1937 ;
- Henri Colin (1869-1954), président en [?] ;
- Jean Joly, premier président honoraire de la Cour d'appel de Nancy, président en 1945 ;
- André Rosambert, président de Chambre à la Cour d'appel de Nancy, président en 1946 ;
- Félix Senn, recteur honoraire de l'académie de Nancy, président en 1947 ;
- Jean Thiry, historien, docteur en droit, docteur ès lettres, président de la Fédération nationale des orphelins de guerre, ancien avocat à la Cour d'appel de Paris, 1948 ;
- Paul Dimoff, professeur honoraire de la Faculté des lettres, président en 1949 ;
- Édouard Salin, maître de forges, membre de l'Institut, président de la Société d'archéologie lorraine et du Musée historique lorrain, président en 1950 ;
- Auguste Oudin, Inspecteur général des Eaux et Forêts, directeur de l'École nationale des Eaux et Forêts, président en 1951 ;
- Rémy Collin, professeur honoraire de la Faculté de médecine, président en 1952 ;
- Jean Godfrin, avocat et homme de lettres, lotharingiste, président en 1953[13] ;
- Maurice Lucien, doyen honoraire de la faculté de médecine, président en 1954 ;
- Maurice Perrin (1875-1970), professeur honoraire de la faculté de médecine, président en 1955 ;
- Robert Lienhart (1884-1970), maître de conférences honoraire de la faculté des sciences, président en 1956 ;
- Georges Burguet (1884-1967), président honoraire du tribunal civil de Nancy, président en 1957 ;
- Pierre Bretagne (1881-1962), deux fois président[14] ;
- Michel Hachet (1922-2018), président en 1987[15] ;
- Gilles Fabre (1933-2007), président en 1999 ;
- Albert Ronsin (1928-2007), président en [?] ;
- Henri Claude (1928-2021), historien de l'art, professeur à l'école des beaux-arts et à l'école d'architecture de Nancy, président en 1986[16] ;
- Bernard Guerrier de Dumast  (1932-2019), président en 2005 ;
- François Le Tacon , président en 2006-2007 ;
- Jean-Louis Rivail, président en 2008-2009 ;
- Robert Mainard, président en 2009-2010 ;
- Christiane Dupuy-Stutzmann, première femme présidente, élue le 13 juin 2010[17], présidente en 2010-2011 ;
- Pierre Labrude, président en 2011-2012 ;
- Bernard Guidot, président en 2012-2013 ;
- Jean-Pierre Husson, professeur émérite de géographie, président en 2013-2014 ;
- François Roth (1936-2016), professeur émérite d'histoire contemporaine, président en 2014-2015 ;
- Paul Vert, professeur émérite de pédiatrie, président en 2015-2016 ;
- Général Alain Petiot, président en 2016-2017 ;
- Françoise Mathieu, maître de conférence honoraire de littérature anglaise, présidente en 2017-2018 ;
- Patrick Corbet (d), professeur d'histoire du Moyen Âge, président en 2018-2019 ;
- Jean-Marie Simon, architecte, président en 2019-2020 ;
- Francine Roze (d), conservatrice en chef du patrimoine, présidente en 2020-2021 ;
- Denis Grandjean, directeur de l’École d’architecture de Nancy, président en 2021-2022 ;
- Yves Gry, professeur à l’Université de Lorraine, président en 2022-2023
- Erick Germain, doyen honoraire de la faculté de droit de Nancy, président en 2023-2024
- Jean El Gammal, actuel président

### Membres actuels
Les membres titulaires sont au nombre de 36.
- Jean-Pierre Husson
- Alain Petiot
- Jean-Claude Bonnefont
- Guy Vaucel
- Dominique Flon
- Michel Vicq
- Michel Burgard
- François Le Tacon
- Bernard Guidot
- Michel Bur
- Michel Laxenaire
- Jean-Louis Rivail
- Colette Keller-Didier
- Christiane Stutzmann
- Pierre Labrude
- Jacques Bombardier
- Francine Roze
- Françoise Mathieu
- François Guillaume
- Étienne Criqui
- Paulette Choné
- Paul Vert
- Jeanne-Marie Demarolle
- Philippe Bertaud
- Jean-Marie Simon
- Claude Barlier
- Patrick Corbet
- Denis Grandjean
- Laurent Stricker
- Jean El Gammal
- Gilles Laporte
- Pascal Joudrier
- Yves Gry
- Colette Westphal

### Anciens membres
- Wahib Atallah
- Henri Bataille
- René Bazin
- Marie-Françoise-Catherine de Beauvau-Craon
- Charles Berlet
- Louis Bertrand
- Saint-Albin Berville
- Pierre Bretagne[18]
- Jacqueline Brumaire
- Ferdinand Brunot
- Georges-Louis Leclerc de Buffon
- Louis Châtellier
- Leonard Chodźko
- Étienne-François de Choiseul
- Henri Claude
- Charles Coqueley de Chaussepierre[19]
- Marion Créhange
- Lucien Cuénot
- Edmond des Robert
- Auguste Digot
- Charles de Meixmoron de Dombasle[20]
- Gilles Fabre
- Gaston Floquet
- Bernard Le Bouyer de Fontenelle
- Nicolas François de Neufchâteau
- Émile Friant
- Stéphane Gaber[21]
- Émile Gallé
- André Grandpierre
- Maurice Grandpierre
- Frédéric-Emmanuel Grunwald
- Bernard Guerrier de Dumast
- Prosper Guerrier de Dumast
- Michel Hachet
- Nicolas Jadelot
- Alphonse Juin
- Charles Marie de La Condamine
- Jean-Baptiste de La Curne de Sainte-Palaye
- Jean Lanher
- Alain Larcan
- Jean de Lattre de Tassigny
- Alexandre Lenoir
- Robert Mainard
- Jean Marchal
- Pierre Marot
- François-Désiré Mathieu
- Montesquieu
- Prosper Morey
- François Dominique de Mory d'Elvange
- René Nicklès
- Léon Noël
- Maurice Noël (d)
- Charles Palissot de Montenoy
- Claude Perrin
- Christian Pfister
- Joseph de Pommery
- Michel Poncet de La Rivière
- Pierre-Charles-François Porquet
- André Remy
- Paul Remy
- Honoré Jean Riouffe
- Paul Robaux
- Gilbert Rose
- François Roth
- Charles Ruch
- Jean Schneider
- Gaston Stoltz
- René Taveneaux
- André Theuriet
- Ambroise Thomas
- Julien Thoulet

### Membres d'honneur
Plusieurs maires de Nancy sont membres d'honneur :
- André Rossinot, maire de 1983 à 2014 ;
- Laurent Hénart, maire de 2014 à 2020 ;
- Mathieu Klein, maire depuis 2020.

### Associés-correspondants célèbres

#### Associés-correspondants actuels
- Jean-Jacques Aillagon
- Bernard Bigot
- Michel Boulangé
- Étienne Fouilloux
- Patrick Gérard
- Gerhard Heinzmann
- Jacques Houtmann
- Jean-Pierre Jacquot
- Étienne Klein
- Thierry Lentz
- Michel Louyot
- Christine Peltre
- Christian Pierret
- Jean-Robert Pitte
- Roger Pouivet
- Bertrand Saint-Sernin
- Hervé This
- Jean Tulard
- Mgr Patrick Valdrini
- Charles Villeneuve de Janti
- Philippe Walter

#### Anciens associés-correspondants
- Maurice Barrès
- Clovis Brunel
- Bruno Condé
- Yves Coppens
- Gaspard-Gustave Coriolis
- Jean Favier
- Marc Fumaroli
- Christiane Desroches Noblecourt
- Yves Guéna
- Émile Guépratte
- Otto de Habsbourg-Lorraine
- Charles Hermite
- Nicolas Husson
- Paul-Émile Léger
- Georges L'Hôte
- Joseph Liouville
- Hubert Lyautey
- Louis Madelin
- Pierre Messmer
- Charles-Étienne Pesselier
- Henri Poincaré
- Nicolas Ponce
- André Remy
- Roger Viry-Babel
- Józef Andrzej Załuski